# یواس‌اس پارگو (اس‌اس-۲۶۴)
یواس‌اس پارگو (اس‌اس-۲۶۴) (به انگلیسی: USS Pargo (SS-264)) یک زیردریایی بود که طول آن ۳۱۱ فوت ۹ اینچ (۹۵٫۰۲ متر) بود. این زیردریایی در سال ۱۹۴۳ ساخته شد.